# Langues au Sahara occidental
Le Sahara occidental est un territoire d'Afrique du Nord, revendiqué entièrement et simultanément par le Maroc et par la République arabe sahraouie démocratique (RASD).

## Dispositions légales
Le Maroc contrôle et administre 80 % du territoire du Sahara occidental et toutes ses villes et centres urbains, et le considère comme une partie inséparable du pays. La constitution marocaine, qui s'applique également au Sahara occidental du point de vue marocain, stipule l'arabe et « l'amazighe » – appellation officielle du berbère – comme langues officielles pour l'ensemble du pays. Le hassanya, dialecte arabe local, est également cité dans la constitution comme langue devant être préservée en tant que composante intégrante de l'unité culturelle marocaine. Le français est communément utilisé par l'administration.
La République arabe sahraouie démocratique, dirigée par le Front Polisario, en exil basé à Tindouf en Algérie, contrôle 20 % du territoire du Sahara occidental. L'arabe est la langue officielle du Front Polisario. L'espagnol, langue coloniale de 1884 à 1976, est utilisé par l'administration en exil et dans les médias (audiovisuels, presse, internet, etc.).

## Langues vernaculaires
Le parler le plus pratiqué au Sahara occidental est l'arabe hassanya, un dialecte mâqilien comportant un important substrat berbère, parlé également en Mauritanie, au sud du Maroc, et sud-ouest de l'Algérie et au nord du Mali. Il y a également une présence significative de locuteurs de langue berbère dans les parties nord du territoire, notamment parmi les Tekna.
La darija est également présente par le biais d'une importante communauté originaire d'autres régions du Maroc, implantée sur le territoire pendant les quatre dernières décennies.
Généralement, les habitants qui furent scolarisés sous la colonisation espagnole, avant 1976, ont des notions d'espagnol, ou parlent couramment cette langue, car la scolarisation fut obligatoire entre 1949 et 1975. Cependant, de nombreux enfants nomades n'étaient pas scolarisés.